# Nell'oceano della notte
Nell'oceano della notte (In the Ocean of Night) è un romanzo di fantascienza hard dello scrittore Gregory Benford, pubblicato nel 1977.
Il romanzo è un ampliamento dell'omonimo romanzo breve del 1972, pubblicato in Italia in un'antologia con il titolo Dallo spazio profondo.

## Storia editoriale
Il romanzo, pubblicato per la prima volta negli Stati Uniti nel 1977, consiste nella rielaborazione di alcune precedenti opere brevi, la prima delle quali del 1972, pubblicati su differenti riviste.
Il breve romanzo originario è stato candidato nel 1973 al Premio Locus per il miglior romanzo breve, mentre l'edizione più lunga, sviluppata a partire dal racconto breve del 1972 e integrata con altri racconti precedenti, pubblicata con lo stesso titolo nel 1977, è stata candidata nel 1978 al Premio Locus per il miglior romanzo, posizionandosi al secondo posto in quest'ultima categoria. Sempre nel 1978 l'opera è stata candidata al Premio Nebula per il miglior romanzo.
Il libro è il primo di una serie (cosiddetta "Galactic Center Saga" o "Galactic Center Serie") incentrata sulla lotta nella galassia tra entità biologiche e meccaniche e che comprende, oltre a Nell'oceano della notte (In the Ocean of Night, 1977), anche The Stars in Shroud del 1978, (rielaborazione di un precedente romanzo Deeper than the Darkness del 1970 allora non appartenente alla serie), Attraverso un mare di soli (Across the Sea of Suns, 1984), Il grande fiume del cielo (Great Sky River , 1987), Maree di luce  (Tides of Light, 1989), Furious Gulf  (1994) e Sailing Bright Eternity  (1995). I titoli delle opere contengono tutti dei riferimenti all'acqua.

## Trama
(Gregory Benford, Nell'oceano della notte)
Nel 1999 l'asteroide Icaro ha modificato la sua rotta e sta precipitando sulla Terra. Nigel Walmsley, scienziato e astronauta britannico per la NASA, viene inviato sul corpo celeste per farlo esplodere con una bomba termonucleare. Nigel scopre una grossa fessura sulla superficie di Icaro e convince il controllo della missione a lasciarlo scendere nella crepa per inserirvi la bomba, affinché l'esplosione risulti maggiormente devastante. Una volta sceso nella crepa, l'astronauta scopre che Icaro è cavo e che al suo interno è celata un'astronave aliena: calcolando la massa inferiore al previsto, nonostante le opposizioni della NASA, Nigel ritarda la deflagrazione della bomba di una settimana per avere tempo di studiare l'astronave e di mettere in salvo alcuni manufatti trovati all'interno. Prima dell'esplosione, Icaro emette un segnale radio con destinazione ignota.
La NASA e l'opinione pubblica non hanno gradito il comportamento di Nigel, ritenendo che l'uomo abbia messo a serio rischio l'incolumità della Terra; anche il ritrovamento dei manufatti, ritenuti inservibili a scopi scientifici, non è bastato a giustificare il grosso rischio corso. Quindici anni dopo l'astronauta lavora ancora per la NASA, e mentre una delle due partner di Nigel, Alexandria, sta morendo per lupus eritematoso un segnale proveniente da un satellite terrestre in orbita intorno a Giove viene inspiegabilmente ritrasmesso indietro. Nigel, riesce identificare la fonte dell'anomalia: un'astronave aliena, soprannominata "Snark"che era stata attirata nel sistema solare dal segnale radio emesso da Icaro quindici anni prima. L'astronave fa perdere ben presto le sue tracce, proseguendo l'esplorazione tra i pianeti in cerca di forme di vita senzienti. L'attenzione di Nigel è divisa tra la ricerca dell'astronave e la salute della compagna che, nell'ultima fase della malattia, viene convinta da Shirley, la compagna poliamorosa di Nigel e di Alexandria, ad aderire alla religione dei "Nuovi Figli", con la disapprovazione dello scienziato.
Un gruppo del Jet Propulsion Laboratory individua lo Snark nei pressi di Venere; Nigel riesce ad inviare un messaggio all'astronave aliena che risponde alle comunicazioni. Nigel, convinto che il suo messaggio sarebbe stato filtrato e censurato dalla NASA, instrada le comunicazioni con lo Snark su un ricevitore non in rete con gli altri contenuto all'interno dell'apparato di monitoraggio medico impiantatogli nella testa dal dottore che ha in cura Alexandria, connesso a sua volta con un monitor delle funzioni vitali impiantato nella compagna. Durante il contatto con l'astronave Alexandria muore ma viene riportata in vita dallo Snark attraverso il collegamento radio tra Nigel e la donna. Lo Snark, grazie ai collegamenti diretti con Nigel e Aexandria, inizia a conoscere meglio la razza umana apprendendo informazioni dirette e non filtrate. Nel frattempo la NASA, coordinata da Ichino, un amico di Nigel, su richiesta dello Snark sta trasmettendo una grossa mole di informazioni sull'Uomo sulla sua cultura ed arte e all'astronave che richiede di potersi dirigere verso la Terra per approfondire le sue ricerche. La NASA non si fida dello Snark e accetta il contatto purché avvenga un incontro preliminare nell'orbita lunare tra l'astronave aliena e uno shuttle armato con missili convenzionali e atomici pilotato da Nigel. Durante l'incontro nello spazio la NASA prende il comando dello shuttle che apre il fuoco contro lo Snark, nonostante i tentativi di Nigel di arrestare l'attacco. L'astronave aliena, non volendo contrattaccare, si allontana rapidamente lasciando il sistema solare. In un'ultima comunicazione con Nigel lo Snark rivela di ignorare la propria origine ma che il Cosmo è popolato da entità senzienti artificiali in contrapposizione con le intelligenze organiche di cui l'Uomo fa parte.
Nel 2018, durante un'esplorazione cartografica sulla Luna, Nikka Amajhi, pilotando una piccola astronave ricognitrice, scopre nel Mare Marginis una struttura aliena di forma semisferica che immediatamente apre il fuoco contro il mezzo abbattendolo e replicando l'attacco contro un mezzo di soccorso inviato per recuperare la giovane donna. Contemporaneamente all'attacco sulla Luna, a Wasco, nell'Oregon, esplode un ordigno termonucleare posizionato nel sottosuolo centinaia di migliaia di anni prima. La NASA, succube della politica religiosa dei Nuovi Figli, mantiene il riserbo sulla scoperta e organizza in segreto delle ricerche sul manufatto inviando sulla Luna Nigel.
Alexandria è morta e Nigel ha tagliato i ponti con l'altra compagna, Shirley, non approvando la sua irrazionale e ortodossa religiosità; l'astio contro l'oscurantismo dei Nuovi Figli lo mette subito in contrapposizione con la dirigenza della NASA; Nigel trova un'alleata in Nikka, sopravvissuta all'attacco e incaricata di collaborare con lui. Il campo di forza che impediva l'accesso al manufatto alieno viene disattivato e all'interno della cupola viene trovato un computer che ha in memoria migliaia di immagini alcune delle quali di difficile interpretazione ma altre delle quali chiaramente raffiguranti la vita sulla Terra circa un milione di anni prima. Quando Nigel e Nikka, che nel frattempo hanno iniziato una relazione, capiscono che i files estratti dal computer non vengono resi disponibili agli scienziati sulla Terra ma occultati dai Nuovi Figli, aggirano il filtro e inviano i files direttamente agli scienziati sulla Terra.
Nel frattempo Ichino, che si era recato a Wasco per indagare sulla connessione tra il manufatto lunare e l'esplosione, scopre che una popolazione di Bigfoot, è stata attaccata da Peter Graves, un cercatore di misteri. Graves, ferito dai Bigfoot con un'arma aliena, viene curato da Ichino che sottrae al cercatore tutte le prove sull'esistenza dei Bigfoot, volendoli proteggere dai pericoli della civiltà. Nel 2019 Graves ritorna a Wasco affrontando Ichino che nel frattempo è stato raggiunto da Nigel e da Nikka. L'uomo viene persuaso a lasciare in pace i Bigfoot e abbandona il luogo. Gli studi di Nigel sul manufatto,sui files alieni e il colloquio avuto con lo Snark, gli fanno intuire che i Bigfoot sono il risultato di un esperimento di evoluzione genetica condotta da una razza biologica aliena che da milioni di anni sta creando nel Cosmo alleati per fronteggiare una tremenda minaccia costituita da una razza di macchine.

## Edizioni
- (EN) Gregory Benford, 1ª ed., New York, Dial Press, 1977.
- Gregory Benford, Nell'oceano della notte, traduzione di Roberto Casalini e Piergiorgio Nicolazzini, Cosmo Oro, n. 81, Editrice Nord, 1986.
- Gregory Benford, Dallo spazio profondo, in Millemondiestate 1991: 2 romanzi brevi e 16 racconti, traduzione di Antonella Pieretti, Millemondi, n. 39, Mondadori, 1991.
- Gregory Benford, Nell'oceano della notte, traduzione di Roberto Casalini e Piergiorgio Nicolazzini, Un famoso classico di fantascienza, n. 1, Editrice Nord, 1992.